# Ascani Maria Sforza
Ascani Maria Sforza (Cremona, 3 de març de 1455 – Roma, 28 de maig de 1505) fou cardenal de l'església catòlica pel papa Sixte IV. Era germà de Lluís Maria Sforza i pertanyia a la dinastia governant de Milà dels Sforza. Se'l coneix per ser molt bo en l'àmbit polític.

## Conclave de 1492
Al conclave de 1492, a la mort d'Innocenci VIII, es convocà el conclave on el cardenal Costa, de Portugal, era el màxim favorit. Després que Giuliano della Rovere, posterior papa Juli II, fos descobert perquè el rei de França li deixà diners per a comprar vots. Això si, el cardenal Borja també ho feia, i ja al final del conclave, Borja tenia una carta que deia que la familia Sforza era musulmana i amenaçà d'ensenyar-la sinó el votava, a canvi del rol de vicecanceller i de viure a la Cancilleria Vecchia. Així doncs Sforza es conformà amb la posició de vicecanceller i Borja obtingué el papat amb el nom d'Alexandre VI.

## Guerra d'Itàlia de 1499–1504
El 1500 Lluís XII va assetjar la ciutat de Novara, població on s'exilià Lluís Maria Sforza, tenint entre les seves files ambdós exèrcits mercenaris suïssos, guerrers que havien estat invictes durant els dos últims segles. Davant d'aquest fet els mateixos suïssos, que no estaven d'acord de lluitar entre si, van abandonar els dos exèrcits; i no tan sols això sinó que lliuraren Lluís Maria i Ascani, capturats pel rei francès l'abril de 1500.

## Altres conclaves i mort
A la mort d'Alexandre VI es va fer un altre conclave el 1503 a la Capella Sixtina, construïda per Sixte IV. Aquest cop Francesco Piclomini, Pius III, sortí el vencedor. Però no durà més de vint-i-vuit dies com a màxim pontífex. Al següent conclave tornà a ser guanyat per Giuliano della Rovere i ja cansat morí de pesta als cinquanta anys. Juli II va encarregar construir-li una tomba a la capella major del convent de Santa Maria del Popolo.